# TU9

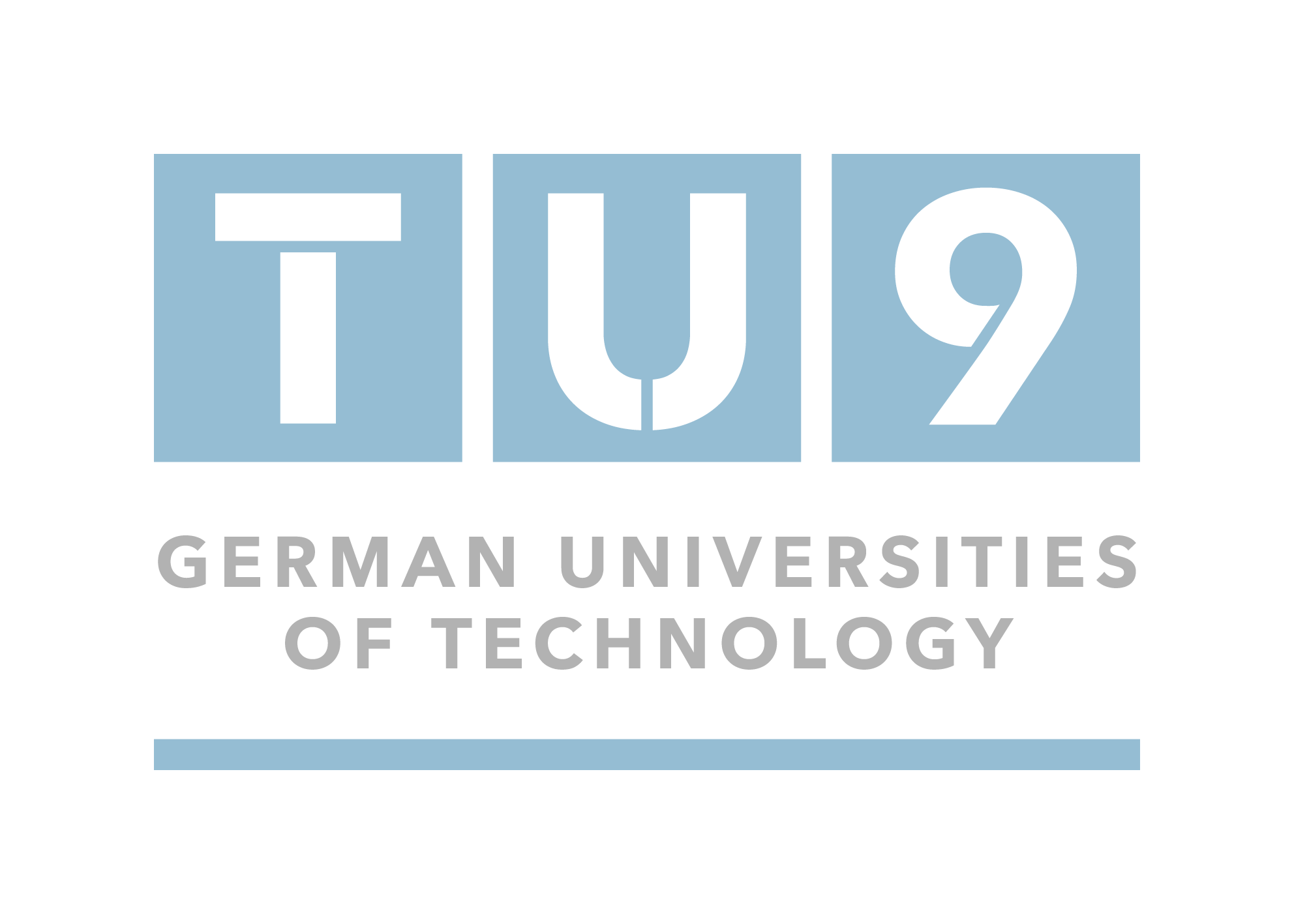
Logo de las universidades de tecnología de Alemania

TU9: Technische Universitäten. - Instituto Alemán de Tecnología - es una sociedad que engloba a las nueve principales universidades técnicas de Alemania.
La tarea del TU 9 es ser un medio de contacto para el desarrollo social, económico y político. En particular, se preocupa del área de las ingenierías de las universidades miembros, las cuales reconocen mutuamente sus grados de licenciatura y maestría.
Las universidades miembros del TU son las siguientes:
- Universidad Técnica de Aquisgrán
- Universidad Técnica de Berlín
- Universidad Técnica de Braunschweig
- Universidad Técnica de Darmstadt
- Universidad Técnica de Dresde
- Universidad Gottfried Wilhelm Leibniz de Hanóver
- Universidad de Karlsruhe
- Universidad Técnica de Múnich
- Universidad de Stuttgart